# No Limit On Love
Albums de Barry White
Rhapsody In White
(1974) Can't Get Enough
(1974)
No Limit On Love est un album de Barry White sorti en 1974.

## Liste des chansons
| 1. | I've Got The World To Hold Me Up |  |
| 2. | Under The Influence Of Love      |  |
| 3. | Your Heart And Soul              |  |
| 4. | Long Black Veil                  |  |
| 5. | All In The Run Of A Day          |  |

| 1. | Come On In, Love           |  |
| 2. | Fragile - Handle With Care |  |
| 3. | Out Of The Shadows         |  |
| 4. | Where Can I Turn To        |  |
| 5. | I Owe It All To You        |  |